# Sven Gaul
Sven Gaul (født 11. april 1953) er en sydslesvigsk/dansk musiker, særlig kendt som trommeslager i musikgruppen tv·2. 
Sven Gaul blev født i 1953 i Flensborg i Sydslesvig og er født som tysk statsborger, men har i dag dansk statsborgerskab. Han tog studentereksamen på Duborg-Skolen i selve byen. Senere læste han tysk på Aarhus Universitet. Han er i dag kendt som trommeslager i rockgruppen tv·2. Mellem 1991 og 1993 var han formand for Dansk Rocksamråd og mellem 1993 og 1999 medlem af Statens Musikråd. Sven Gaul har blandt andet arbejdet som studiemusiker og producer.